# دفنة ألبية
دفنة ألبية أو ذافنوئداس أو مازريون عريض الورق أو المازرة أو الخضيراء أو أدرار أو البقلة (الاسم العلمي: Daphne alpina) هي نوع من النباتات يتبع جنس الدفنة من الفصيلة المثنانية.